# レンツ (小説)
『レンツ』（Lenz）は、ゲオルク・ビューヒナーの中編小説。シュトゥルム・ウント・ドラングの作家ヤーコプ・ミヒャエル・ラインホルト・レンツをモデルとし、1835年頃に執筆された。レンツがヴァルトバッハの慈善家ヨハン・フリードリヒ・オーベルリーンのもとに滞在する間、次第に狂気に陥っていく様子を描いている。作者の生前には発表されず、死後の1839年に初めて雑誌に掲載された。

## あらすじ
1月20日にレンツが山を越える描写から始まる。レンツは山道を歩きながら、周囲の景色に精神を圧迫される。オーベルリーン宅に着くと暖かく迎えられ、彼の家族との会話で穏やかな心地になるが、しかしその晩、案内された部屋でひとりになると得体の知れない恐怖に駆られ、発作的に部屋を飛び出して池の中に飛び込んでしまう。心配して駆けつけた人々に、自分には冷水浴の習慣があるのだと言ってごまかし、彼は部屋に戻っていく。
翌日からレンツはオーベルリーンについて谷を周り、彼の話相手になったり、仕事を手伝うなどして過ごし、次第に落ち着きを取り戻していく。ある日曜日にはオーベルリーンに代わって教会で説教を行い、またオーベルリーンと超自然的な体験について語り合う。しかし知人であるカウフマンがやってくると、レンツはにわかに落ち着きを失う。彼はカウフマンと芸術上の主題について議論しあうが、カウフマンが家に戻るようにと言うレンツの父親からの手紙を持ってきたことを知ると逆上する。
翌日カウフマンはオーベルリーンと連れ立ってスイスへ旅立ってしまう。残されたレンツは不安になり、山道をさまよい歩いてとある山小屋にたどり着き一晩を過ごす。彼はそこで、精霊が呼び出せると噂される不思議な男が少女の病を治すのを目にし、強い印象を受ける。この日から精神の病がされに悪化していき、オーベルリーン宅に戻ったレンツは「あの女性はどうしているか」といった意味の通らないことをオーベルリーン夫人に話しかけるようになる。
2月3日に、レンツはフーディという場所で子供が死んだことを聞く。彼はその日一日断食し、翌日になると顔に灰を塗りたくり、古い袋を体に巻きつけてフーディへむかう。彼は死んだ子供の前で神に祈り、子供を甦らせようとするが、甦らないと分かると絶望に陥る。数日後にオーベルリーンが帰宅するがレンツの状態は回復せず、わけのわからないうわごとを言ったり、幻覚を見るようになる。オーベルリーンは付き添い人としてセバスティアーンという人物を呼びレンツを監視させる。レンツはしばらく彼とその兄弟に従っていたが、彼らを振り切ってフーディに戻り、そこで自分は人殺しだから縄で縛ってくれと人に頼む。ついにレンツは馬車でストラスブールの町に送られていく。

## 素材とテクスト
作中では年は書かれていないが、史実のレンツがオーベルリーンのもとを滞在したのは1778年1月20日から2月8日までの約20日間である。レンツは1776年11月ころ、理由は明らかでないが親しくしていたヨハン・ヴォルフガング・フォン・ゲーテによってヴァイマルを追い出され、知人の家を渡り歩いていたが、1777年5月にやはり親しくしていたコルネーリア・フリーデリケ（ゲーテの妹）の死を知り大きな衝撃を受けた。その後作家のクリストフ・カウフマンのもとを滞在中に統合失調症の発作を起こし、こうした患者を診た経験のあるオーベルリーンのもとに送られることになった。
レンツの滞在中、オーベルリーンは彼の様子を詳細に書きとめていた。『レンツ』の直接の資料はこのオーベルリーンによる手記である。ビューヒナーはストラスブール大学に医学生として留学している間、神学生のサークル「オイゲニア」に出入りしていたが、ここの会員であったシュテーバー兄弟がヴァルトバッハ滞在中のレンツの様子を詳しく知っていた。ビューヒナーはシュテーバー兄弟の話を通じて興味を持ち、彼らを通じてオーベルリーンの手記を手に入れこれを資料とした。またビューヒナーは留学中、ヴァルトバッハがその一区域であるヴォゲーゼンの山々をたびたび散策している。
ビューヒナーは当初カール・グツコーが新たに創刊するはずだった雑誌『ドイツ評論』に掲載するつもりで『レンツ』を執筆していたが、この雑誌は検閲によって創刊前に出版が差し止められたため掲載の機会を失った。『レンツ』は結末の直前に中断箇所があり完成されてはいないが、中断箇所を埋めるオーベルリーンの手記からの写しが残されており全体像の把握は可能である。作品はビューヒナーの死後の1839年に、グッコーによって『テレグラーフ』誌に分割掲載された。